# Cláudia Pascoal
Cláudia Pascoal (Gondomar, 12 oktober 1994) is een Portugese zangeres.

## Biografie
Pascoal nam in 2010 deel aan de Portugese talentenjacht Ídolos, en in 2013 aan de Portugese versie van X Factor. In 2015 nam ze voor een tweede keer deel aan Ídolos. In 2017 kende ze haar doorbraak door als derde te eindigen in de Portugese versie van The Voice.
Begin 2018 nam ze deel aan Festival da Canção, de Portugese preselectie voor het Eurovisiesongfestival. Met het nummer O jardim won ze de finale, waardoor ze haar vaderland mocht vertegenwoordigen op het Eurovisiesongfestival 2018, dat gehouden werd in eigen land, in de hoofdstad Lissabon. Ze eindigde in de finale (op 12 mei) op de 26e, tevens laatste, plaats. 
1964: António Calvário · 
1965: Simone de Oliveira · 
1966: Madalena Iglésias · 
1967: Eduardo Nascimento · 
1968: Carlos Mendes · 
1969: Simone de Oliveira · 
1971: Tonicha · 
1972: Carlos Mendes · 
1973: Fernando Tordo · 
1974: Paulo de Carvalho · 
1975: Duarte Mendes · 
1976: Carlos do Carmo · 
1977: Os Amigos · 
1978: Gemini · 
1979: Manuela Bravo · 
1980: José Cid · 
1981: Carlos Paião · 
1982: Doce · 
1983: Armando Gama · 
1984: Maria Guinot · 
1985: Adelaide Ferreira · 
1986: Dora · 
1987: Nevada · 
1988: Dora · 
1989: Da Vinci · 
1990: Nucha · 
1991: Dulce Pontes · 
1992: Dina · 
1993: Anabela · 
1994: Sara Tavares · 
1995: Tó Cruz · 
1996: Lúcia Moniz · 
1997: Célia Lawson · 
1998: Alma Lusa · 
1999: Rui Bandeira · 
2001: MTM · 
2003: Rita Guerra · 
2004: Sofia Vitória · 
2005: 2B · 
2006: Nonstop · 
2007: Sabrina · 
2008: Vânia Fernandes · 
2009: Flor-de-Lis · 
2010: Filipa Azevedo · 
2011: Homens da Luta · 
2012: Filipa Sousa · 
2014: Suzy · 
2015: Leonor Andrade · 
2017: Salvador Sobral · 
2018: Cláudia Pascoal · 
2019: Conan Osíris · 
2021: The Black Mamba · 
2022: Maro · 
2023: Mimicat · 
2024: Iolanda · 
2025: Napa